# Salvation (serie televisiva)
Salvation è una serie televisiva statunitense di genere thriller fantascientifico, trasmessa a partire dal 12 luglio 2017 al 17 settembre 2018 dalla CBS.

## Trama
La serie ruota intorno agli eventi innescati dalla scoperta di un asteroide in rotta di collisione con la Terra e ai tentativi fatti per impedirlo.

## Episodi
| Stagione         | Episodi | Prima TV USA | Prima TV Italia |
| ---------------- | ------- | ------------ | --------------- |
| Prima stagione   | 13      | 2017         | 2018            |
| Seconda stagione | 13      | 2018         | 2018            |

## Personaggi e interpreti

### Principali
- Darius Tanz, interpretato da Santiago Cabrera.[5] Miliardario e scienziato.
- Grace Barrows, interpretata da Jennifer Finnigan.[6] Addetta stampa del Pentagono; ha una relazione con Harris e lavora con Darius per prevenire la collisione con l'asteroide.
- Liam Cole, interpretato da Charlie Rowe.[7] Studente del MIT e in seguito pupillo di Darius; è una delle prime persone al di fuori del governo a predire l'imminente impatto dell'asteroide con la Terra. Insieme a Darius lavora su un motore elettromagnetico per un trattore gravitazionale nella speranza di deviare la rotta dell'asteroide.
- Jillian Hayes, interpretata da Jacqueline Byers.[7] Scrittrice di fantascienza che si imbatte in Liam ed è in seguito scelta da Darius per selezionare 160 superstiti destinati ad abbandonare la Terra in caso la collisione non possa essere evitata.
- Zoe Barrows, interpretata da Rachel Drance.[8] Figlia di Grace.
- Amanda Neel, interpretata da Shazi Raja.[8] Reporter investigativo in cerca della verità riguardo Darius e i segreti del governo.
- Harris Edwards, interpretato da Ian Anthony Dale.[9] Assistente segretario della Difesa; una delle poche persone di Washington a conoscenza dell'imminente impatto dell'asteroide.

### Ricorrenti
- Malcolm Croft, interpretato da Dennis Boutsikaris. Professore e mentore di Liam.[10]
- Claire Rayburn, interpretata da Erica Luttrell.[11]
- Presidente Pauline Mackenzie, interpretata da Tovah Feldshuh.
- Karissa, interpretata da Josette Jorge, assistente di Darius.
- Vice Presidente / Presidente Bennett, interpretato da Sasha Roiz.
- Hugh Keating, interpretato da Mark Moses, padre di Grace ed ex agente CIA.
- Daniel Hayes, interpretato da Jeffrey Nordling. Padre di Jillian e librario.
- Dr. Chandra, interpretato da Manoj Sood.
- Nicholas Tanz, interpretato da John Noble.[10] Zio di Darius.
- Segretaria di Harris, interpretata da Raven Dauda.
- Theresa, interpretata da Autumn Reeser.[12] Primo amore di Darius.
- Dylan Edwards, interpretato da André Dae Kim. Figlio di Harris e membro di RE/SYST.

## Produzione
La serie è stata dapprima annunciata nel settembre 2013, ma l'emittente ha effettivamente ordinato i 13 episodi nell'ottobre 2016. Il 18 ottobre 2017, la serie viene rinnovata per una seconda stagione, composta sempre da 13 episodi.
Il 20 novembre 2018 CBS ha ufficializzato la cancellazione della serie dopo 2 stagioni e 26 episodi trasmessi.

## Distribuzione
Il trailer ufficiale è stato pubblicato il 10 maggio 2017.

## Accoglienza
Su Rotten Tomatoes, la serie ha ricevuto un'approvazione del 56% basata su 16 recensioni. Su Metacritic, la serie ha ricevuto un voto di 48 su 100, basato su 18 critiche, indicando "recensioni contrastanti o nella media".